# Кишкино (Ёгонское сельское поселение)
Кишкино — деревня в Весьегонском муниципальном округе Тверской области.

## География
Деревня находится в северо-восточной части Тверской области на расстоянии приблизительно 20 км на запад-юго-запад по прямой от районного центра города Весьегонск.

## История
Известна была как вотчина сына боярского Бориса Быковича Нелединского, позднее Краснохолмского Николаевского Антониева монастыря. Дворов отмечено было 28 (1859 год), 41(1889), 53 (1931), 38(1963), 26 (1993), 13(2008),. До 2019 года входила в состав Ёгонского сельского поселения до упразднения последнего.

## Население
Численность населения: 179 человек (1859 год),, 42(1889), 224 (1931), 109(1963), 38(1993), 25 (русские 96 %) в 2002 году, 15 в 2010.